# Telesistema Boliviano
Telesistema Boliviano fue un canal de televisión de la ciudad de La Paz, que funcionó desde 1985 hasta 1997 cuando se fusionó con la Red Unitel.

## Información
Fue un medio con mucha influencia en los inicios de la televisión privada de Bolivia, alcanzando su mayor popularidad a inicios de la década de los 1990s. Su programación era una alternativa a los medios de entonces con especial énfasis en la ciencia ficción, los programas culturales y de participación en auditorio.
Fue el primer canal en emitir 18 horas al día en Bolivia. Sus emisiones se iniciaban a las 6.45 y concluían alrededor de la 1.00. También contaba con la torre de transmisión más alta de La Paz: 72,5 m.
Propiedad de Carlos Cardona Ayoroa, exmilitante del MNRI, quien también era propietario de la revista Perspectiva. Telesistema Boliviano formó parte de la red CDT (Corporación Descentralizada de Teledifusoras) junto a Galavisión, canal 4 de Santa Cruz y CCA Canal 2 de Cochabamba.
En 1996 formó parte de otra red: Bolivisión, junto a Antena Uno, Canal 6 de Cochabamba y Canal 4, Galavisión de Santa Cruz. En septiembre de 1997 concluyó sus emisiones de manera formal.
Uno de sus directores fue Carlos Mesa, que eventualmente se convertiría en Presidente de la República.

## Historia
La compañía propietaria del canal 2 de La Paz se fundó el 22 de noviembre de 1983.

### Inauguración en 1985
Obtuvo su concesión para emitir en la frecuencia del canal 2; a contrario de ATB (canal 9) el canal privilegiaba la programación de calidad, en contrapunto a ATB, que pautaba por preferencias políticas.
El 7 de abril de 1985 a las 11:00 comenzaron las emisiones oficiales de Canal 2. La ceremonia de apertura fue a las 19:00 y estuvo a cargo de Mónica Portillo y Luis Bocángel. Se presentó un musical con el grupo Ivia como atracción principal.
El logotipo de TSB era un círculo traspasado por seis barras rojas horizontales; una S en color blanco y las letras T y B en color amarillo. Lo destacado del logotipo eran unas cinco estrellas que estaban en la parte inferior. Las cinco estrellas representaban: calidad, tanto técnica como en programas, según sus propietarios.
Canal 2 de La Paz tenía su sede en el barrio de Sopocachi, en la avenida Ecuador. La torre de transmisión se empezó a construir en Ciudad Satélite, una zona de la ciudad de El Alto. 
Primer director de programación y producción fue el periodista Luis Bocangel. El primer jefe de prensa fue Miriam Saavedra.

### 1985-1988
La primera etapa de Telesistema estuvo marcada por la inestabilidad en programación. El 8 de abril de 1985 Canal 2 emitió desde las 10:00 y un mes después desde las 7:00. Para los estándares de aquellos tiempos emitir por la mañana fue un riesgo que se tuvo que correr, ya que ningún canal de TV en Bolivia lo hacía todavía. En promedio el canal empezaba a las 7:00 y terminaba a medianoche de lunes a viernes; el fin de semana el canal emitía de 11:00 a 23:00.
Uno de los primeros eventos en vivo que transmitió Telesistema fue la llamada Prueba Pedestre: una media maratón que se corría por las calles de la ciudad de La Paz en ocasión de celebrarse su primer aniversario. La cantidad de equipo necesario para tal transmisión en vivo fue muy grande para entonces. Las más de 20 cámaras se apostaban en edificios para seguir a los participantes por el centro de la ciudad.
En las Elecciones Generales de 1985 Telesistema se unió a Televisión Boliviana para la trasmisión del evento. Como dato anecdótico fue la primera y única vez que Telesistema puso en pantalla el programa humorístico El Chavo del 8 ya que no era del estilo del canal.
En cuanto a eventos deportivos, Canal 2 transmitió Copa Pelé (1987) para veteranos completamente en vivo desde Brasil. Era un evento menor, pero queda en la historia como el primero de ese tipo que TSB transmitió.
Los primeros años de TSB al aire estuvieron caracterizados por la producción nacional, es decir programas hechos en Bolivia. Destacándose: Los Caminos del Hombre (1985) una serie de documentales sobre historia de la cultura.
En 1986 marcó la salida de algunos jóvenes comunicadores que dejaron sus puestos a gente con experiencia cinematográfica Luis Bocangel Paso a la Red ATB dejó su puesto como director de producción para Paolo Agazzi un inmigrante italiano que había producido tres películas en Bolivia. 
Ese año la sede de Telesistema en La Paz se trasladó al tradicional barrio de Miraflores. De hecho TSB fue el primer medio en emitir desde ese barrio, hoy considerado el centro de operaciones de las redes más grandes de Bolivia.
En 1987 a sus dos años, Telesistema inauguró la torre de televisión más alta de Bolivia, con 72,5 m situada en la zona Ciudad Satélite de El Alto.Fue un pionero también en eso. Hoy Ciudad Satélite alberga a las torres de transmisión de casi todos los canales de televisión de La Paz.

### 1988-1990
En 1988 se inicia la segunda etapa del Canal 2 de La Paz. Hasta ese entonces no pasaba de ser un medio poco conocido entre los televidentes. Con la llegada del periodista Carlos Mesa a la dirección del Canal, éste ganó en notoriedad, anunciadores y ratings de audiencia.
Carlos Mesa reformuló los noticieros, dándoles mayor credibilidad. Al mismo tiempo pasó a conducir De Cerca un programa de entrevistas con políticos que tenía gran popularidad entre los televidentes. Entre las figuras del periodismo se destacó Amalia Pando, una periodista de la radio Fides. Sus programas de reportajes destaparon muchas redes de corrupción. Amalia era el terror de los políticos por su forma inquisitiva de indagar a sus entrevistados.
En la sección de deportes se inició Deportivo 2 bajo la conducción de Oscar Dorado. Este programa fue pionero en contactos en vivo desde el interior del país. Cada domingo por la noche presentaba resúmenes de los partidos de fútbol de la fecha.
En 1988 Telesistema ingresó en el sistema de microondas al llevar su señal a las poblaciones cafeteras de Los Yungas y a las zonas lacustres. En 1989 inauguró su sucursal en Oruro: Televisión Oruro (TVO) inicialmente por el canal 3, luego trasladado en 1989 al canal 2.
Ese mismo año se inauguró la productora Arco Iris que buscaba producir series, telenovelas y mini series basada en el modelo de la coproducción asociado a empresas extranjeras. Sin embargo, la productora nunca pasó de ser una empresa publicitaria que si bien produjo comerciales atrayentes nunca cumplió la misión para la que fue creada.
En 1989 Telesistema hizo la transmisión en vivo de la Copa América que se llevó a cabo en varias ciudades brasileñas. Ese mismo año firmó un convenio con los propietarios de Galavisión Canal 4 de Santa Cruz y CCA, Canal 2 de Cochabamba para la creación de la segunda red privada de Bolivia: CDT Corporación Descentralizada de Teledifusoras
En julio de 1990 Carlos Mesa renunció a la Dirección de Telesistema para dirigir un proyecto propio, se fue junto a Mario Espinoza y Amalia Pando. Oscar Dorado (deportes) y Jacqueline Jiménez (infantiles) también renunciaron.

### 1991-1994
Luego de la partida de Mesa, la dirección del canal invitó a Eduardo Pérez Iribarne, un sacerdote español nacionalizado boliviano a conducir el noticiero central de Telesistema. Eduardo Pérez aceptó con condiciones. Su debut en Perspectiva fue en mayo de 1991.
Eduardo Pérez trajo consigo nuevos conceptos a la conducción del noticiero. Sobre todo trabajó en el área del impacto visual. Otras ideas que implantó fueron las entrevistas en estudio, las encuestas televisivas, etc. Pero fue su histrionismo lo que atrajo a la gente. Pérez más que un conductor común y corriente parecía un actor: hacía muecas, se disfrazaba, ponía alto la música. Con Eduardo Pérez, Canal 2 TSB permaneció en el primer lugar de los índices de audiencia.
1992 fue el año de concreción de un viejo sueño por parte de Canal 2: un estudio-auditorio fue habilitado en sus instalaciones de Miraflores. Con capacidad para 600 personas también fue el primero de su tipo entre los canales de televisión.
También se inició la emisión en red (Diciembre de 1992). Telesistema fue el segundo canal privado en ir a la red troncal. 
En 1993 se marcó otro hito en la comunicación de masas de Bolivia. Las Elecciones Presidenciales de ese año contaron con el primer Boca de Urna, una encuesta hecha al salir de los recintos de votación que determinaba con poco margen de error al ganador de la contienda electoral. Las autoridades de aquel entonces no contaban con una legislación vigente para evitarlo. La votación terminaba a las seis de la tarde; cuando la gente aún iba a votar Canal 2 TSB anunció al ganador a las 17:15.
Semanas después cuando los resultados oficiales llegaron confirmaron el Boca de Urna de TSB dando como ganador a Gonzalo Sánchez de Lozada.
Luego de una disputa agria entre los comunicadores Carlos Palenque y Eduardo Pérez, por cuestiones políticas, Eduardo Pérez, apodado el Tata dejó el cargo como director de Telesistema Boliviano en diciembre de 1994. 

### 1994-1997
La partida de Eduardo Pérez afectó mucho a la imagen institucional de Canal 2. El noticiero central Perspectiva quedó a cargo de Lorenzo Carri. Los niveles de audiencia fueron muy bajos respecto a la anterior etapa.
La red CDT transmitió junto a ATB la Copa Mundial USA 94. Fue un evento campeón de audiencia, ya que la Selección Boliviana participaba por primera vez luego de haber clasificado en las eliminatorias pasadas.
Ese mismo año se estrenó una unidad móvil Betacam SP. 
En 1995 el noticiero central se renombró a Perspectiva Nacional teniendo como principal característica los Contactos en Vivo con los estudios de las afiliadas de la red CDT.
En marzo de 1996, la red CDT concluyó sus emisiones. A partir de entonces y por un breve período, Telesistema perteneció a la red Bolivisión (Boliviana de Televisión). 
A los propietarios de Telesistema se les presentaron entonces tres propuestas de compra de sus acciones por parte de Ernesto Asbún, radio Fides y la familia Monasterios.
Finalmente en julio de 1997, Telesistema Boliviano fue adquirido de manera oficial por los dueños de Banco Santa Cruz y TeleOriente para formar parte de la red Unitel.
En septiembre de ese mismo año se concretó el final de emisiones de Telesistema Boliviano.

## Concesiones
Telesistema Boliviano logró hacerse con 2 concesiones del gobierno de Hernán Siles Suazo: la frecuencia 2 de La Paz y la frecuencia 2 de Oruro. En 1985 ya emitía en La Paz, en 1988 empezó a emitir en Oruro.

## Programación

### Programación Propia
La programación de Telesistema estuvo signada por la continuidad la mayor parte de su existencia. Fue el primer canal privado en transmitir en vivo las deliberaciones del Congreso en 1985 para elegir presidente. Los noticieros se denominaban Sistema Informativo I, II y III, que iban a las 7:00, 13:00 y a las 20:00 respectivamente. Sistema Informativo III que se emitía a las 20.00 fue reemplazado por Estudio 2, una revista de variedades.
En cuanto a las noticias Carlos Mesa, Mario Espinoza y Amalia Pando condujeron: Perspectiva 2 (1988-1990) que estableció los estándares de los informativos de la época. Los bloques estaban conformados por las noticias del día más un comentario de las noticias más relevantes a cargo de Carlos Mesa. Perspectiva fue uno de los informativos con más credibilidad de finales de la década de los 80. Posteriormente ingresó al comando de las noticias Eduardo Pérez Iribarne de Radio Fides.

### Programación Internacional
Telesistema era el canal de las telenovelas brasileñas en Bolivia, en total fueron más de 20 producciones que se exhibieron en su trayectoria. Comenzando por Ronda de Piedra (Rede Globo) (1985), Cuerpo a Cuerpo (Rede Globo) (1986), Nido de Serpientes (Bandeirantes) (1986), Selva de Cemento (Rede Globo) (1988), Cambalache (Rede Globo) (1988), Dona Beija (SBT) (1988), Ronda de Fuego (Rede Globo) (1989), Fiera Radical (Rede Globo) (1989), Roque Santeiro (Rede Globo) (1989), Vale Todo (Rede Globo) (1990), Final Feliz (Rede Globo) (1988), TiTiTi (Rede Globo) (1991), Sassá Mutema (Rede Globo) (1991), Mi Bien, Mi Mal (Rede Globo) (1991), Renacer (Rede Globo) (1995), Los Hermanos Coraje (Rede Globo) (1996). 
Tras la absorción, Unitel se queda con Rede Globo hasta el 2015, cuando ATB (2015-2019) (2020-Presente) y Red Uno (2018-Presente) adquieren los derechos.
Telesistema Boliviano también presentaba series como: El Auto Fantástico (1985), Max Headroom (1989), Viaje a las Estrellas, la Nueva Generación (1991), Scarlett (TF1) (1995)
En cuanto a programación para los jóvenes exhibió desde 1988: MTV Internacional conducido por Daysi Fuentes y cada año Video Music Awards de MTV, Premios Grammy, American Music Awards,MTV Movie Awards
Los programas infantiles eran programas de concursos para niños rellenados con dibujos animados estadounidenses. Se destacaron La Hora Disney (1988) conducido por Jacqueline Jiménez y El Club de Todos (1991). Entre las series animadas más populares que se difundió en aquella época, y que fue dirigida no sólo al público infantil, sino también a todo público durante la década de los años 80 fueron He-Man and the Masters of the Universe desde 1985 hasta 1989, siendo en este año su última emisión en el canal de manera descontinua, seguido después de su serie hermana con la misma popularidad de She-Ra: Princess of Power desde 1987 hasta 1989, siendo también el año de su última emisión en el canal de manera descontinua. Luego se difundieron otras series animadas más popuares como Frutillita desde 1986, los Defensores de la Tierra desde 1987, My Little Pony desde 1988, Los osos Gummi desde 1989, entre otros.
Otros programas destacados fueron las series de televisión americanas y sobre todo las miniseries.